# Castell de Sant Joan de Blanes
Castell de Sant Joan de Blanes är ett slott i Spanien.   Det ligger i Blanes i provinsen Província de Girona och regionen Katalonien, i den östra delen av landet, 600 km öster om huvudstaden Madrid. Castell de Sant Joan de Blanes ligger 149 meter över havet.